# Magyar meseírók és mesegyűjtők listája
- Ágh István (1938-) költő, író, műfordító
- Arany László (1844–1898) költő, népmesegyűjtő
- Bálint Ágnes (1922–2008) író, szerkesztő, dramaturg
- Bartos Erika  (1974. február 7.–) író
- Bartos Felicián (1972-) író
- Bende Nelly (1979-) író
- Benedek Elek (1859–1929) újságíró, író, népmesegyűjtő
- Berg Judit (1974–) író
- Boldizsár Ildikó (1963–) író
- Böszörményi Gyula (1964–) író
- Csukás István (1936–2020) költő, író
- Dániel András (1966) meseíró
- Dóka Péter (1974) író
- Dorosmai János (1886–1966) meseíró, költő
- Fazekas Anna (1905–1973) író
- Fáy András író, politikus (1786-1864)
- Fecske László (1982-) meseíró, költő
- G. Szász Ilona (1953–) meseíró, könyvtáros, dramaturg
- Hermann Marika (1956-) meseíró, mesemondó, író, költő
- Hétvári Andrea (1975–) költő, író, meseíró, szerkesztő
- Illyés Gyula (1902–1983) költő, író, műfordító, szerkesztő
- Janikovszky Éva (1926–2003) író, költő, szerkesztő
- Jókai Mór (1825–1904) regényíró
- Kányádi Sándor (1929–2018) erdélyi magyar költő
- Kormos István (1923–1977) költő, író, műfordító, dramaturg, kiadói szerkesztő
- Lázár Ervin (1936–2006) író, elbeszélő, meseíró
- Marék Veronika (1937–) író, grafikus
- Molnár Zsófi (1967–) romániai magyar meseíró, ifjúsági elbeszélő, műfordító
- Móra Ferenc (1879–1934) író, újságíró, muzeológus
- Páskándi Géza (1933–1995) erdélyi magyar író, költő, drámaíró
- Pesti Gábor (16. század) magyar meseíró, szótárszerző és bibliafordító
- Pilinszky János (1921–1981) költő
- Szakács Eszter (1964–) költő, meseíró, könyvtáros
- Szerb György (1937–1983) költő, meseíró, zeneszerző, dramaturg
- Tarbay Ede (1932–2019) dramaturg, író, műfordító, költő
- Varró Dániel (1977–) költő, műfordító
- Zelk Zoltán (1906–1981) költő
- Zsombok Zoltán (1903–1981) író, meseíró

Magyar amatőr és profi meseírók és adatlapjuk >>